# Nico Kleemann
Nico Ramon Kleemann (* 10. Januar 2002) ist ein deutscher Schauspieler und Kinderdarsteller.

## Leben
Seit 2011 nimmt Nico Kleemann regelmäßig an Schauspielworkshops teil, so am Schauspielhaus Düsseldorf, wo er seit 2012 immer wieder auf der Bühne steht. 2015 spielte er am Theater am Schlachthof Neuss in einer Bühnenfassung von Herr der Fliegen nach dem gleichnamigen Roman von William Golding.
Eine erste Arbeit vor der Kamera war eine Rolle in dem mit zahlreichen Preisen bedachten Fernsehfilm Die Auserwählten. 2015 verkörperte er in mehreren Folgen der Serie Armans Geheimnis die Figur des Adrian.
Nico Kleemann spielt seit 2008 Gitarre und hat damit in der Vergangenheit verschiedentlich regionale Wettbewerbe gewonnen. Seit 2018 nimmt er Klavierunterricht und spielt weiterhin Keyboard/Synthesizer, Blockflöte, Cajon und Ukulele. Er lebt in Düsseldorf.

## Filmografie
- 2013: Als wir träumten
- 2013: Die Auserwählten
- 2014: Weiße Steine
- 2014: Bettys Diagnose (Fernsehserie, 1 Folge)
- 2014: Armans Geheimnis (Fernsehserie, 7 Folgen)
- 2014: Post von Papa
- 2015: Das Traumschiff – Macau (Fernsehreihe)
- 2016: Armans Geheimnis (Fernsehserie, 9 Folgen)
- 2016: SOKO Köln (Fernsehserie, 1 Folge)
- 2016: Kästner und der kleine Dienstag
- 2017: Sankt Maik – 1. Staffel (Maik jr.)
- 2017: Schnitzel geht immer
- 2018: Hotel Heidelberg (Fernsehreihe, 3 Folgen)
- 2018: Sankt Maik – 2. Staffel
- 2018: Das Traumschiff – Hawaii (Fernsehreihe)
- 2019: Die Klempnerin (Fernsehserie)
- 2019: Wir Kinder vom Bahnhof Zoo – Uwe (Amazon / Mehrteiler)
- 2019: Familie Dr. Kleist (Fernsehserie, 1 Folge)
- 2019: Morden im Norden (Fernsehserie, 1 Folge)
- 2019: SOKO Leipzig (Fernsehserie, 1 Folge)
- 2020: 20 Meter Wäscheleine (AT, Kurzfilm) – HR Finn
- 2020: In aller Freundschaft (Fernsehserie, Folge Zusammen ist man weniger allein, Lukas Mischke)
- 2020: SOKO Wismar (Fernsehserie, Folge Das Leben ist kein Ponyhof)
- 2020: Käthe und ich (Fernsehserie, Folge Im Schatten des Vaters – EHR Roman)
- 2020: Sankt Maik – 3. Staffel
- 2021: Der Schiffarzt
- 2021: Auris - Der Fall Hegel 1+2
- 2021, 2022: SOKO Köln (Fernsehserie, zwei Folgen)
- 2022: Echo
- 2022: Der Schiffsarzt (Fernsehserie)
- 2022: Am liebsten schon gestern
- 2022: Marie Brand und die falsche Wahrheit
- 2024: Ich bin Dagobert (Fernsehserie)

## Theater
- 2012: Musical „Jesus Christ Superstar“ – Ensemblemitglied, R: Mira Deuster; Stadthalle Erkrath
- 2013: Sender Freies Düsseldorf – Interviewgast, R: Schorsch Kamerun; Kleines Schauspielhaus Düsseldorf
- 2013: Musical „Jekyll & Hyde“ – Ensemblemitglied, R: Mira Deuster; Stadthalle Erkrath
- 2013: Wie es Euch gefällt – Amor, R: Nora Schlocker; Großes Schauspielhaus Düsseldorf
- 2014: Musical „Atlantis“ – Ensemblemitglied, R: Mira Deuster; Stadttheater Ratingen
- 2014: Orestie – Junger Orest, R: Nora Schlocker; Großes Schauspielhaus Düsseldorf
- 2015: Herr der Fliegen – HR Percy, R: Sven Post; Theater am Schlachthof, Neuss
- 2019: Glashaus – Holden Caulfield, R: Marvin Wittiber; Junges Schauspielhaus Düsseldorf
- 2019: Emmi & Einschwein, R: Sven Post; Theater am Schlachthof, Neuss
- 2020: Schillers sämtliche Werke – Nico, Regie: Sven Post / Theater am Schlachthof Neuss
- 2020: Metamorphosen – Teil 1: der gestürzte Ikarus, R: Marvin Wittiber; Junges Schauspielhaus Düsseldorf (digitales Theaterformat)[2]
- 2021: Hairspray (Musical) – HR Corny Collins, Regie: Sven Post / Neusser Musicalwoche
- 2021: Club der toten Dichter – Todd, Regie: Joern Hinkel / Bad Hersfelder Festspiele
- 2022: Club der toten Dichter – Todd, Regie: Joern Hinkel / Bad Hersfelder Festspiele
- 2023: Club der toten Dichter – Todd, Regie: Joern Hinkel / Bad Hersfelder Festspiele

## Auszeichnungen
- 2012: 1. Preis beim Regionalwettbewerb Jugend musiziert
- 2014: 1. Preis Gitarrenduo (Förderpreis der Sparkasse Hilden-Ratingen-Velbert)
- 2015: 1. Preis beim Regionalwettbewerb Jugend musiziert
- 2021: Hersfeld-Preis für darstellerische Leistung in „Club der toten Dichter“

## Sonstiges
- 2017: das erste Mal ... Europa – Voice Over
- 2021: Hörspiel JUICER - Mattia, Regie: Hannah Georgi / WDR